# Mine de Talvivaara
La mine de Talvivaara (en finnois : Talvivaaran kaivos) est une mine à ciel ouvert exploitant un gisement de schiste noir contenant nickel, cobalt, cuivre et zinc. Elle est située à Sotkamo dans la région de Kainuu en Finlande.

## Propriétaires
La mine appartient à la société Ahtium fondée en 2003.
Après la faillite d'Ahtium, depuis 2015 la mine est devenue la propriété de l'entreprise publique Terrafame.

## Réserves
La mine a des réserves s'élevant à 1 milliard de tonnes de minerai titrant 0,22 % de nickel, 0,13 % de cuivre, 0,5 % de zinc et 0,02 % de cobalt, ce qui donne 2,2 millions de tonnes de nickel, 1,3 million de tonnes de cuivre, 5 millions de tonnes de zinc et 0,2 million de tonnes de cobalt.

## Problèmes d'eau et d'environnement
En particulier à partir de 2012, la mine a subi plusieurs fuites de résidus, contaminés par des métaux toxiques, qui ont menacé les cours d'eau locaux.
Un million de mètres cubes d'eau contenant des métaux acides et des sulfates s'est échappé dans l'environnement en novembre 2012.
Des membres de la direction ont été accusés d'infractions environnementales.

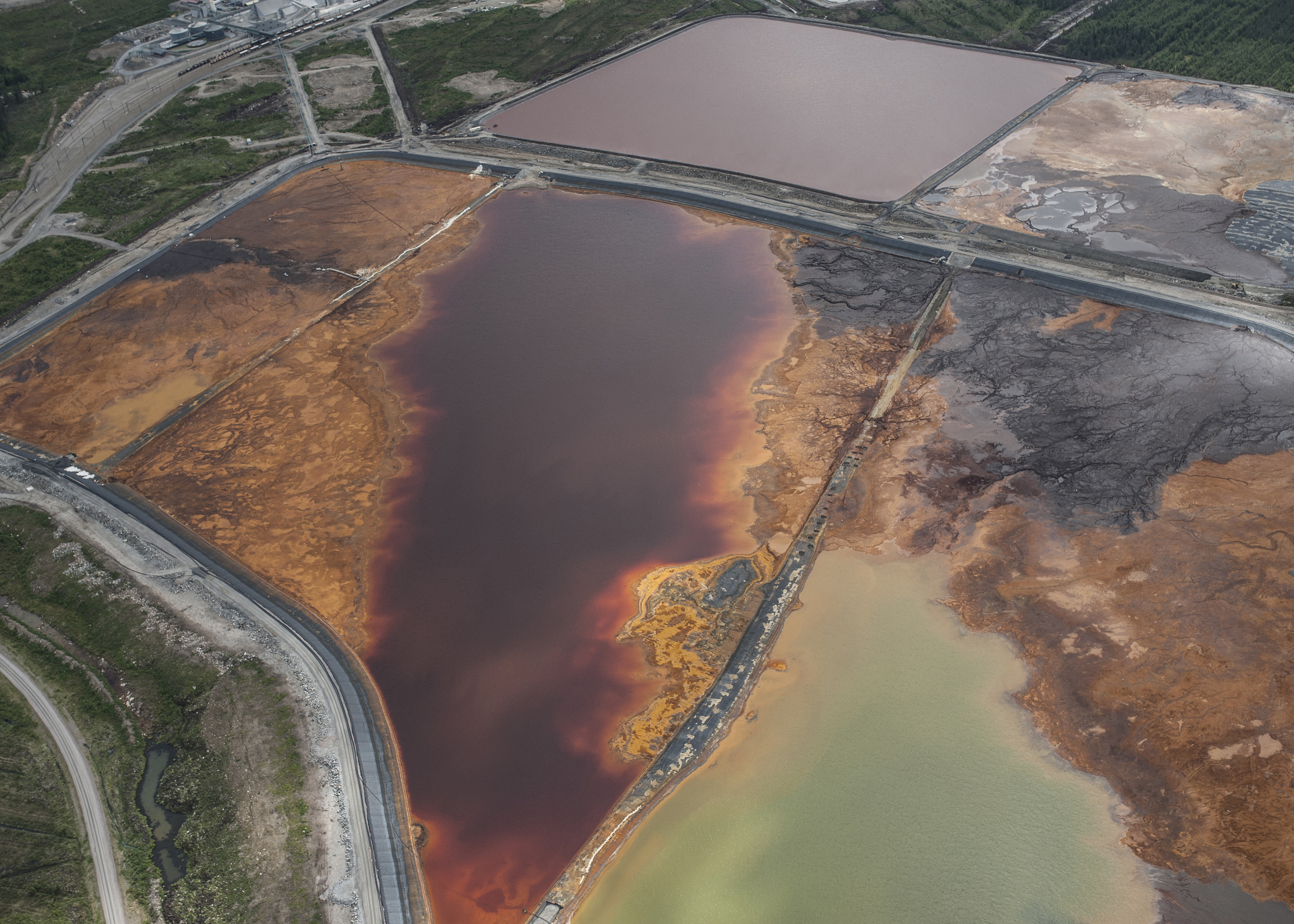
Vue aérienne du bassin sédimentaire gypseux de la mine de Talvivaara en juin 2013.

## Transports
La mine est desservie par la ligne de Talvivaara.